# 文革改名风

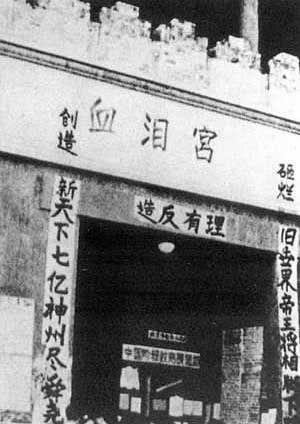
文革期间，北京故宫神武门上的大理石门匾被一张大纸盖住，更名为“血泪宫”

文革改名风，是指中華人民共和国在文化大革命期間（1966-1976年）间所颳起的一股改名風潮，诸多人名、街名、地方名等都被改變名称。

## 緣起
1966年8月18日，毛泽东接见红卫兵时，毛泽东为北京师范大学附属女子中学女生、高干子女宋彬彬（宋任穷之女）戴上红卫兵袖章。毛泽东询问宋的名字，宋回答是“文質彬彬的彬彬”后，毛说“要武嘛”。这一情节被新华社以新闻稿方式报道。
8月20日，《光明日报》发表署名“宋要武（宋彬彬）”的《我给毛主席戴上红袖章》一文。8月21日，《人民日报》转载此文，文章称：“这是我终生难忘的一天。我给毛主席戴上了红卫兵袖章，主席还给我取了个有伟大意义的名字。……毛主席给我们指明了方向，我们起来造反了，我们要武了！”宋彬彬事后回忆，文章并非她所写，但自此她在学校收到许多致“宋要武”的信，也有寄给“宋彬彬”的信。她就讀的北京师范大学附属女子中学也改名「红色要武中学」。宋彬彬本人並無改名「宋要武」，但这股改名风潮却因此兴起。
1966年8月24日，毛泽东为北京大学新校刊题写“新北大”的刊名，被《人民日报》誉为“破旧立新的动员令，兴无灭资的号召书”，於是兴起一股文革改名风。

## 更名对象

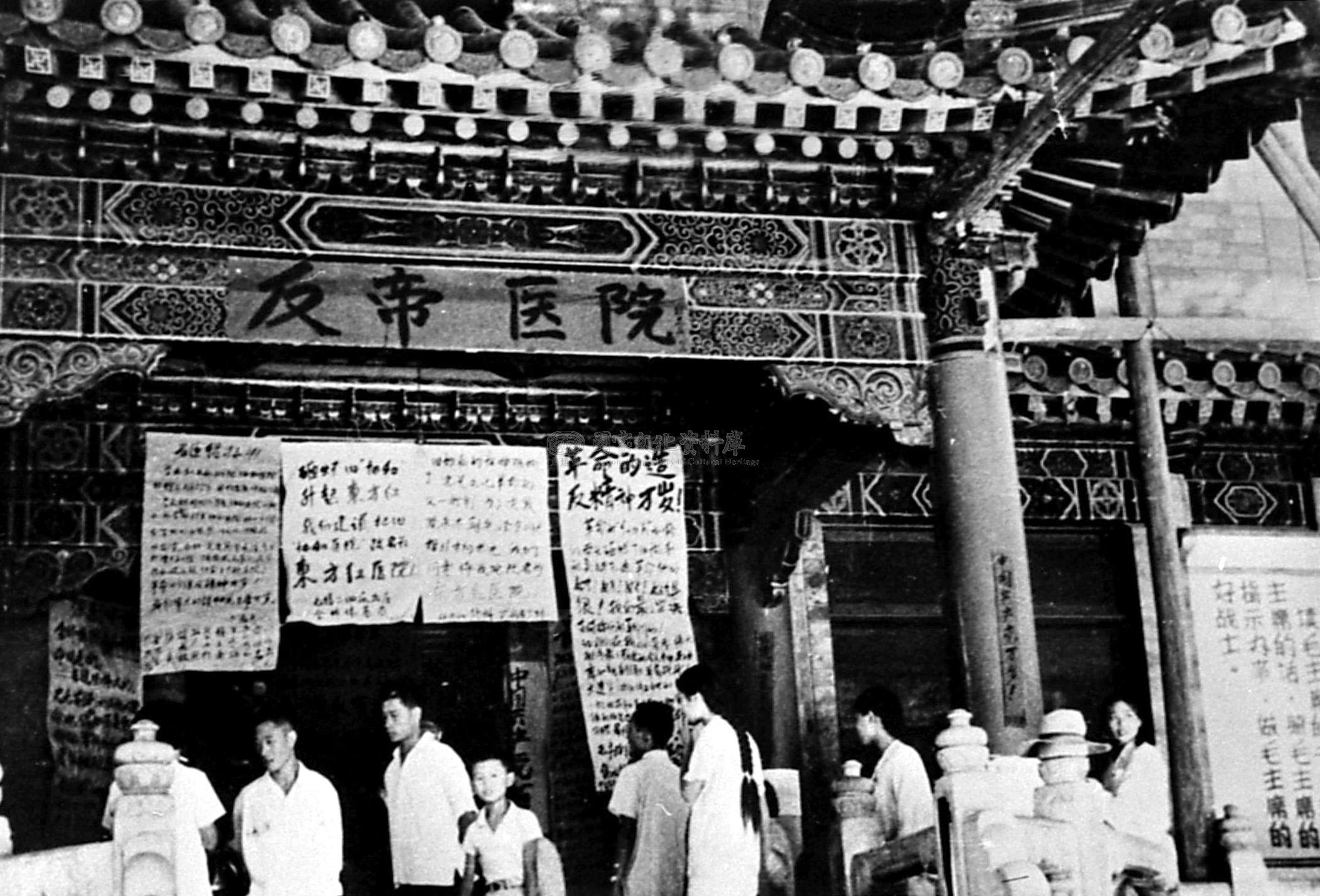
北京协和医院被改名为“反帝医院”

许多青少年为自己改了个更革命的名字，如向东、卫彪、立新、志红、永革、兴无等。单位、街道、商店、公社也争相改名。以北京为例，譬如：
- 北京的长安街改称“东方红大街”
- 王府井大街改为“人民路”
- 外国使馆集中的东交民巷改称“反帝路”、东扬威路因为临近苏联驻华大使馆而被迫改名为“反修路”
- 北京协和医院改称“反帝医院”、友谊医院改为“反修医院”、同仁医院改为“工农兵医院”、宣武医院改为“东方红医院”
- 颐和园改称“首都人民公园”
- 北海公园改为“工农兵公园”
- 景山公园改为“红卫兵公园”
- 陶然亭公园更名为“劳动人民公园”
- 日坛公园改为“向阳公园”
- 天桥剧场改称“红卫兵剧场”
- 香山慈幼院改称“立新中学”
- 瑞蚨祥绸布庄改称“立新绸布店”
- 公主坟地铁站最早称作“立新地铁站”
- 荣宝斋改称“人民美术出版社第二门市部”

在上海，《新民晚报》改成《上海晚报》，大世界游乐场改成「东方红剧场」，上海江南杂技团改成「工农兵文工团」，豫园改成了“红园”，等等。天津劝业场改成「人民商场」，广州《羊城晚报》改成了《红卫报》，西藏历世达赖居住地罗布林卡改成了“人民公园”等。

## 影响
文革改名风针对的首先是有鲜明个性特点、历史传统的名字，其背后是一场规模宏大的意识形态命名运动。它强烈地暗寓着旧秩序的颠覆和新秩序的建立。“捣毁旧世界，建设新乾坤”的口号此起彼伏。它刺激着年轻人热血沸腾的虚幻想象，成为推搡着他们的强大动力。
作为官场时尚，后来包括江青在内的一些党政领导人也纷纷附骥模仿毛泽东的举动，动辄就以替人更名来塑造自己的亲民形象，博取公关效果。
这些被更改的名字绝大部分在后来被復原，唯核对时间较长，但也有一部分没有恢复旧名，如广州越秀区北京路（1949-1966年为永汉路）。
這一改名風潮，一度使香港主權移交前的香港人心惶惶，擔心當地原有富殖民地色彩的街名地方名（例如皇后像廣場、維多利亞公園、英皇道等）難逃改名的命運。

## 相關条目
- 改名
- 红八月
- 破四旧